# 艦隊派
艦隊派（かんたいは）とは、大日本帝国海軍内の派閥。
第一は明治期の山本権兵衛を中心とする本省派に対抗するものであり、第二は昭和期の軍縮条約に賛成する条約派に対抗するものである。

## 反本省派
1891年（明治24年）、山本権兵衛は海軍省主事に就任して以降海軍軍政に手腕を発揮したが、山本およびその系列に反対する集団が存在した。これを艦隊派といい、山本と同じ旧薩摩藩出身でも反山本的立場をとる柴山矢八と日高壮之丞の二人が中心であり、井上良馨を盟主とした。ただし池田清は井上を山本側の人物としており、艦隊派としては柴山、日高のほか片岡七郎、鮫島員規を挙げている。この対立は日露戦争前に山本が主導した高級軍人の予備役編入措置の際に表面化している。

## 反条約派
1930年（昭和5年）のロンドン海軍軍縮条約締結により、「条約妥結やむなし」とする条約派（海軍省側）とこれに反対する艦隊派（軍令部側）という対立構造が生まれ、後に統帥権干犯問題に発展した。中心人物は、伏見宮博恭王、加藤寛治、山本英輔、末次信正、高橋三吉など。ロンドン条約時には東郷平八郎の威光を利用した。
政治的には関与していないが、漸減邀撃作戦研究を強力に推進した中村良三、政治的には艦隊派ではないが、混乱を恐れて艦隊派の条約派一掃などの要求を拒絶せず丸呑みした大角岑生を艦隊派に含めることもある。また、政治的には僅かな権限しか持たなかったが、海軍省との交渉時に脅迫めいた姿勢で臨んだ南雲忠一のような若手を含めることもある。定義によっては日独伊三国同盟推進派や対米開戦強硬派など、軍縮会議以降の対立で生じた派閥のメンバー（石川信吾・神重徳など）を含めることもある。他に艦隊派とされる者に小林省三郎、真崎勝次、山下知彦、加来止男、小笠原長生、千坂智次郎、南郷次郎がおり、秦郁彦は有馬良橘、戸塚道太郎も艦隊派としている。